# Magdalena Sibylla van Saksen

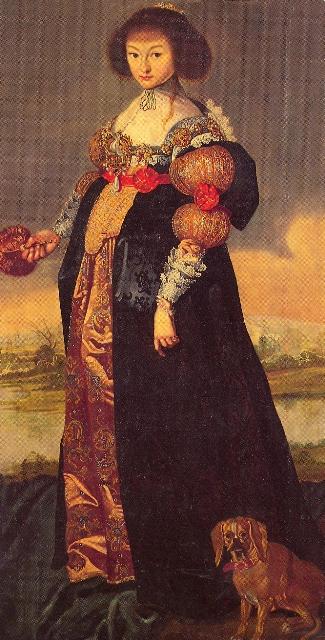
Magdalena Sibylla van Saksen.

Magdalena Sibylla van Saksen (Dresden, 23 december 1617 - Altenburg, 6 januari 1668) was van 1634 tot 1647 kroonprinses van Denemarken en Noorwegen en van 1652 tot aan haar dood hertogin-gemalin van Saksen-Altenburg. Ze behoorde tot het huis Wettin.

## Levensloop
Magdalena Sibylla was de derde dochter van keurvorst Johan George I van Saksen uit diens huwelijk met Magdalena Sibylla (1586-1659), dochter van hertog Albrecht Frederik van Pruisen.
In 1633 werd ze verloofd met kroonprins Christiaan van Denemarken (1603-1647), zoon van koning Christiaan IV van Denemarken. Op 5 oktober 1634 werd in Kopenhagen hun huwelijk gevierd. Het echtpaar ging resideren in het kasteel van Nykøbing. Als kroonprinses leidde Magdalena Sibylla een discreet leven: ze deed donaties aan kloosters en geestelijken en kreeg daar lof voor. Ook schreef ze een gebedenboek.
Het huwelijk van Christiaan en Magdalena Sibylla bleef kinderloos en in 1647 overleed hij op weg naar een Boheems kuuroord, een jaar voor zijn vader. Hierdoor werd zijn jongere broer Frederik III in 1648 de nieuwe koning van Denemarken en Noorwegen. Als weduwegoed kreeg Magdalena Sibylla Lolland en Falster toegewezen. Ook kreeg ze de positie van baljuw van het district Nykøbing.
Op 11 oktober 1652 hertrouwde ze in Dresden met hertog Frederik Willem II van Saksen-Altenburg (1603-1669), waardoor ze in 1653 al haar Deense landgoederen verloor. In januari 1668 overleed Magdalena Sibylla op 50-jarige leeftijd. Ze werd bijgezet in de Slotkerk van Altenburg.

## Nakomelingen
Magdalena Sibylla en haar tweede echtgenoot Frederik Willem II van Saksen-Altenburg kregen drie kinderen:
- Christiaan (1654-1663)
- Johanna Magdalena (1656-1686), huwde in 1671 met hertog Johan Adolf I van Saksen-Weißenfels
- Frederik Willem III (1657-1672), hertog van Saksen-Altenburg